# Kein Ort ohne dich
Kein Ort ohne dich (Originaltitel The Longest Ride) ist ein US-amerikanisches Filmdrama des Regisseurs George Tillman, Jr. aus dem Jahr 2015. Es handelt sich um die Literaturverfilmung des gleichnamigen Bestsellers von Nicholas Sparks, in der Britt Robertson und Scott Eastwood die Hauptrollen spielen.

## Handlung
Kein Ort ohne dich erzählt das Schicksal zweier miteinander verbundener Paare:
Luke, ein ehemaliger Bullrider Champion, plant sein Comeback, als er die College-Studentin Sophia kennenlernt. Ihre Liebe steht unter keinem guten Stern, denn die Kunsthistorikerin hat ein Praktikumsangebot, müsste für ihren Traumjob jedoch nach New York gehen. Als beide sich eines Abends nach einem Date auf der Rückfahrt befinden, werden sie Zeuge eines Autounfalls. In einem im Straßengraben liegenden Auto ist Ira Levinson in seinem Fahrzeug eingeklemmt. Er wird von Luke befreit und von dem Paar ins Krankenhaus gebracht. Zuvor hatte Sophia noch eine Kiste aus dem Auto geborgen, die Ira unbedingt bei sich haben wollte.
Wie sich herausstellt, ist Ira Levinson ein 90-jähriger Mann, der seine Frau Ruth, eine Lehrerin, schon vor einiger Zeit verloren hat. Im Krankenhaus verbringt Sophia viel Zeit mit Ira und liest ihm die Briefe vor, in denen Ira seine Beziehung zu Ruth beschreibt, und erinnert sich, während er sich von den Folgen des Unfalls erholt, an die gemeinsame schöne Zeit. Aber auch die schrecklichen Erlebnisse des Zweiten Weltkriegs hat er miterlebt und sich eine Kriegsverletzung zugezogen, wodurch er zeugungsunfähig wurde. Die Beziehung von Ruth und Ira wurde dadurch auf eine harte Probe gestellt. Die romantischen Briefe, die Ira seiner Frau ein Leben lang schrieb, verändern aber auch die Beziehung von Sophia und Luke.
Das junge Liebespaar steht vor großen Herausforderungen. Luke will nach seinem Rodeo-Unfall wieder an die Spitze und kämpft sich verbissen durch alle Wettkämpfe bis ins Finale. Sophia nutzt ihr Praktikum, um ihre Karriere voranzutreiben. Während die Liebe zwischen beiden aufblüht, stellen sie jedoch fest, dass ihre Ambitionen sie im Leben auseinandertreiben. Schlussendlich nimmt Luke ohne Sophias Unterstützung am Finale teil. Sophia wird indes von Iras Anwalt über dessen Ableben informiert. Sophia und Luke erhalten beide jeweils eine Einladung zur Versteigerung der Kunstsammlung, die Ruth und Ira im Lauf ihres Lebens zusammengetragen haben.
Beide treffen sich bei der Versteigerung des Erbes der Levinsons wieder. Unter dem Eindruck der großen Liebesgeschichte von Ruth und Ira ersteigert Luke das „Porträt von Ruth“, das von einem Schüler Ruths gemalt wurde, als dieser etwa neun Jahre alt war. Nach erfolgreichem Abschluss des Kaufs eröffnet der Anwalt Howard Sanders den Anwesenden den letzten Willen Ira Levinsons, wonach derjenige Erbe der gesamten, sehr wertvollen Kunstsammlung werden soll, der das „Porträt von Ruth“ ersteigerte – also jetzt Luke.
Das Wiedersehen bei der Auktion zeigt Luke und Sophia, dass sie füreinander bestimmt sind und einen Weg finden können, ihre unterschiedlichen Lebensziele zu verbinden. Insbesondere kann Sophia als Kuratorin der Levinson-Sammlung arbeiten.

## Entstehung und Veröffentlichung
| Figur               | Darsteller          | Deutscher Sprecher |
| ------------------- | ------------------- | ------------------ |
| Luke Collins        | Scott Eastwood      | Johannes Raspe     |
| Sophia Danko        | Britt Robertson     | Laura Maire        |
| Ira Levinson        | Alan Alda           | Bodo Wolf          |
| Ira (jung)          | Jack Huston         | Oliver Scheffel    |
| Ruth Levinson       | Oona Chaplin        | Anke Kortemeier    |
| Adrienne Francis    | Gloria Reuben       | Solveig Duda       |
| Andrea McDonald     | Amy Parrish         | Claudia Lössl      |
| Howie Sanders       | Peter Jurasik       | Claus Brockmeyer   |
| Krankenschwester    | Joy Jacobson        | Sonja Reichelt     |
| Larry Till          | Danny Vinson        | Kai Taschner       |
| Lukes Arzt          | Michael Lowry       | Manfred Trilling   |
| Sarah Levinson      | Kate Forbes         | Madeleine Stolze   |
| Schwester Wilson    | Tracey Bonner       | Kathrin Gaube      |
| Stadionsprecher #2  | Brandon Bates       | Thomas Wenke       |
| Arzt (2. Weltkrieg) | Mark Jeffrey Miller | Claus Vester       |

Das Drehbuch basiert auf dem gleichnamigen Roman von Nicholas Sparks und ist die zehnte Verfilmung eines seiner Bücher. Scott Eastwood ist der Sohn von Schauspieler und Regisseur Clint Eastwood, Oona Chaplin ist die Tochter von Geraldine Chaplin, ihr Großvater war Charlie Chaplin.
Der Soundtrack zum Film umfasst die folgenden elf Titel.
1. Seafret – Wildfire
2. Middle Brother – Blue Eyes
3. Nikki Lane – Sleep With a Stranger
4. Ben & Ellen Harper – Learn It All Again Tomorrow
5. The Wild Feathers – Backwoods Company
6. Pistol Annies – I Feel a Sin Comin’ On
7. Josh Abbott Band – Oh, Tonight (feat. Kacey Musgraves)
8. Black Pistol Fire – Show Pony
9. Adanowsky – Dancing to the Radio
10. Kodaline – Love Like This
11. Ryan Adams – Desire

Kinostart in den Vereinigten Staaten war der 10. April 2015. In Deutschland kam der Film am 30. April 2015 ins Kino. Die deutsche Synchronbearbeitung fertigte die FFS Film- & Fernseh-Synchron aus München, an.

## Kritiken
Kein Ort ohne dich erhielt ein schlechtes Presseecho, was sich auch in den Auswertungen US-amerikanischer Aggregatoren widerspiegelt. So erfasst Rotten Tomatoes überwiegend kritische Besprechungen und ordnet den Film dementsprechend als „Gammelig“ ein. Laut Metacritic fallen die Bewertungen im Mittel „Grundsätzlich Ablehnend“ aus. Es folgen einige repräsentative Pressestimmen:

„Kein Ort ohne Dich – schon der Titel sagt alles! Wer sich auf eine Verfilmung eines Nicholas-Sparks-Romans einlässt, muss mit viel Schmerz und Schmalz rechnen. Alle anderen beißen sich indes in die Hand, weil sie so viel Romantik-Kitsch und Rollenklischees kaum ertragen können. Und zu wem gehören Sie?“

„Kein Ort ohne Dich ist ein etwas anderer Liebesfilm. Zwar ist es schade, dass der eigentlichen Geschichte nicht mehr Bedeutung zugemessen wurde, doch verleihen Eastwood und Co. der Story das gewisse Etwas. Nicht nur für das weibliche Geschlecht empfehlenswert.“

## Belege und weiterführende Informationen
1. ↑   Freigabebescheinigung für Kein Ort ohne dich. Freiwillige Selbstkontrolle der Filmwirtschaft, April 2015 (PDF; Prüfnummer: 151 147 K).
2. ↑  musikradar.de: Alle Lieder aus „Kein Ort ohne Dich“ abgerufen am 14. August 2015.
3. ↑  Kein Ort ohne dich. In: Deutsche Synchronkartei. Abgerufen am 14. August 2015.
4. 1 2  Kein Ort ohne dich. In: Rotten Tomatoes. Fandango, abgerufen am 27. Dezember 2024 (englisch, aggregiert aus 121 Kritiken).
5. 1 2  Kein Ort ohne dich. In: Metacritic. Abgerufen am 27. Dezember 2024 (englisch, aggregiert aus 30 Kritiken).
6. ↑  Erin Demers: Kritik zu Kein Ort ohne dich (Memento vom 14. Mai 2019 im Internet Archive) bei AllMovie (englisch)
7. ↑  Datenbankabfrage bei cinemascore.com
8. ↑  „Kein Ort ohne dich“ – mit viel Schmerz und Schmalz in B.Z. vom 29. April 2015
9. ↑  Kein Ort ohne Dich: Kritik zu Film mit Scott Eastwood (Memento vom 9. Juni 2015 im Internet Archive) in top.de vom 29. April 2015

- Weitere Filmlinks:
- IMDb: Link |
- OFDb: Link |
- Filmdienst: Link |
- AFI: Link |
- Box Office Mojo: Link |
- Filmstarts: Link |
- TV Spielfilm: Link |
- Crew United: Link |
- Schnittberichte: Link |
- TMDb: Link |
- Letterboxd: Link |
- Moviepilot: Link |
- bearbeiten